# Peking Nanyuans flygplats
Peking Nanyuans flygplats är en flygplats i Kina. Den ligger i storstadsområdet Peking, i den norra delen av landet, i huvudstaden Peking. Peking Nanyuan Airport ligger 35 meter över havet.
Runt Peking Nanyuans flygplats är det tätbefolkat, med 849 invånare per kvadratkilometer. Närmaste större samhälle är Peking, 13,9 km norr om Beijing Nanyuan flygplats. Trakten runt Peking Nanyuans flygplats består i huvudsak av gräsmarker.
Genomsnittlig årsnederbörd är 694 millimeter. Den regnigaste månaden är juli, med i genomsnitt 226 mm nederbörd, och den torraste är januari, med 2 mm nederbörd.